# レイ・ガイ
レイ・ガイ（William Ray Guy,1954年9月28日 - 2022年11月3日）は、ジョージア州スウェインズボロ出身のアメリカンフットボールの元選手である。 1973年から1986年まで、NFLのオークランド・レイダース（キャリア後半はロサンゼルスに移転）に所属した。
ガイは、1972年の南ミシシッピ大学4年時に、オールアメリカチームに選出され、1973年のNFLドラフトで、純粋なパンターとして初めて1巡目指名され、オークランド・レイダースに入団した。彼の他にもキックスペシャリストとしてはラッセル・アークスレーベン、セバスチャン・ジャニコウスキーなどがドラフト1巡で指名されているが、得点を記録するプレースキッカーではなく、パンターとしてドラフト1巡で指名されたケースは極めて珍しいものとなっている。
プロボウルに7回、オールプロに6回選出され、カレッジフットボール、NFLの両方で殿堂入りした。史上最高のパンターとして知られている。